# Homalothecium incompletum
Homalothecium incompletum là một loài Rêu trong họ Brachytheciaceae. Loài này được (Griff.) A. Jaeger mô tả khoa học đầu tiên năm 1880.